# Innerwick
Innerwick (gaélique écossais : Inbhir Mhuice) est un petit village (et une paroisse civile) sur la côte est de l'Écosse.

## Géographie
Le village est situé à l'est du council area de l'East Lothian, à 8 km au sud-est de Dunbar et à environ 51 km à l'est d'Édimbourg.
Le village et ses environs ont été désignés zone de conservation.
L'ancienne école a été transformée en centre de plein air rénové et modernisé.

## Histoire
Innerwick Castle était à l’origine un fief appartenant aux Stewart. 
Il passe à un petit-fils de Walter Fitzgerald Gilbert de Hamilton et reste dans la famille Hamilton jusqu’à sa destruction. 
À proximité se trouve Thorton Castle qui devait allégeance aux comtes de Holme. Il a été détruit après un siège par les forces d'invasion du duc de Somerset, lors du Rough Wooing.
Alexandre Carse, le peintre, aurait été baptisé ici en 1770, bien que le village ne soit pas très ancien.
L'ancienne école primaire, la salle des fêtes et l'église paroissiale datent toutes d'environ 1784. La plupart des bâtiments créés à cette époque sont en grès. Un grand nombre des bâtiments à Innerwick sont classés, ayant une importance architecturale ou historique.

## Personnalités locales
- James William Hunter, enterré dans le cimetière d'Innerwick.
- John Dunlop Imrie, également enterré dans le cimetière.